# Лугинин, Ларион Иванович
Ларион (Илларион) Иванович Лугинин (1721/1722, Тула, Московская губерния — 1785, Златоуст) — русский купец 1-й гильдии, горнозаводчик, первый в истории Тулы городской голова (1777—1780).

## Биография
В 1721 году (по иным данным — в 1722 году) в семье известного тульского купца Ивана Корнеевича Лугинина родился сын, которого назвали Ларионом. Он стал продолжателем семейного дела — обладателем богатейших в Российской империи медных, железных заводов, полотняной и бумажной фабрик.
В 1749 году Ларион Иванович вместе с отцом по указу Мануфактур-коллегии открыл парусно-полотняную фабрику в селе Алёшня Алексинского уезда Тульской губернии, которая имела монопольное право на поставку парусов для русского флота. В 1756 году купец заложил в Алёшне каменный храм во имя Покрова Пресвятой Богородицы с придельным алтарём во имя Максима Исповедника.
В 1763 году Ларион Иванович вступил в «Средиземноморскую торговую компанию», которая контролировала деятельность русских купцов в государствах Средиземноморья, за что получил прозвище «Русский лев внешней торговли». В том же году решением Сената Лугинина как одного из крупнейших купцов Российской империи пригласили в Санкт-Петербург, где он принял участие в Собрании по проблемам таможенной политики России.
В конце 1760-х годов он начинает активно вкладывать капиталы в горнозаводскую промышленность Южного Урала. В отличие от других заводчиков, Лугинин начал развивать свой промышленный комплекс не с постройки новых заводов, а с покупки действующих предприятий: в 1768 году у графа Александра Строганова он приобрёл Троицко-Саткинский завод с 1829 душами мужского пола, а в 1769 — у Василия Мосолова Златоустовский завод с 802 душами. Лугинин не только приобрёл заводы, но и начал расширять производство: он перевёз на Южный Урал несколько сотен крестьян, построил вторую нижнюю плотину при Златоустовском заводе.
В августе 1773 года он направил прошение Екатерине II о разрешении строительства медеплавильного завода на реке Миасс, указывая на удачность расположения предприятия именно здесь, так как медные руды лежат к этому месту значительно ближе, чем к Саткинскому и Златоустовскому заводам. Дата подписания императрицей прошения о строительстве — 18 ноября 1773 года — считается днём основания города Миасса.
После разорения заводов в ходе крестьянской войны 1773—1775 годов войсками Емельяна Пугачёва Лугинин обратился к казне с прошением о предоставлении ссуды для их восстановления без взимания процентов. Казна средства выделила, но в три раза меньше запрошенной суммы, однако Ларион Лугинин быстро восстановил предприятия за свой счёт и в 1774 году вторично запросил у Берг-коллегии разрешение на строительство двух новых заводов. С 1776 года возобновил работу Златоустовский завод и началось строительство Миасского завода. Рабочих Лугинин перевёл с действующих заводов, прикупил крепостных в Тульской, Рязанской, Пензенской губерниях, а также принимал на работу беглых с других заводов, каторжан и от господ.
В посёлке Златоустовского завода Лугининым был открыт госпиталь, а для детей — одна из первых на Южном Урале трёхклассная школа. На окраине посёлка заводчик построил каменную часовню, позднее перестроенную в каменную Трёхсвятительскую церковь, а на Саткинском заводе — кирпичную двухэтажную церковь во имя Святителя и Чудотворца Николая и в честь Святой Троицы с колокольней, на которой выше колоколов были установлены часы, сделанные заводским слесарным мастером.
24 декабря 1777 года Ларион Иванович Лугинин на ближайшее трёхлетие был избран первым в истории Тулы городским головой. К моменту избрания на пост тульского градоначальника состояние купца оценивалось в 2 477 375 рублей. В Туле у Лугинина был большой усадебный дом в стиле барокко. Согласно устному преданию, опубликованному в статье тульского историка и краеведа Николая Андреева на страницах «Тульских губернских ведомостей» в 1859 году, проект особняка принадлежит русскому архитектору итальянского происхождения Бартоломео Франческо Растрелли, однако документальных подтверждений данного факта не сохранилось.